# Sabbatjaar (Bijbel)
Een sabbat(s)jaar, ook chemitta, shmita, shemitah of shmita genaamd (Hebreeuws: שְׁמִטָּה [jaar] kwijtschelding) is volgens de Thora elk zevende jaar, waarin land onbebouwd moest blijven, schulden werden kwijtgescholden en schuldslaven werden bevrijd. Wat er vanzelf aan het land ontspringt in dat jaar is voor de armen, vreemdelingen en voor de dieren van het veld. Naar analogie van de naam van de zevende dag, die een rustdag is (de Sabbat), wordt dit zevende jaar sabbatjaar genoemd.
"Zes jaren zult gij uwen akker bezaaien, en zes jaren uwen wijngaard besnijden en de inkomst daarvan inzamelen. Doch in het zevende jaar zal voor het land een sabbat der rust zijn, een sabbat des Heeren; uwen akker zult gij niet bezaaien en uwen wijngaard niet besnijden." (Leviticus 25:3-4) Zie ook Exodus 23:10 en Deuteronomium 15.
De gewoonte om schulden periodiek kwijt te schelden en slaven te bevrijden kwam voor in diverse samenlevingen in het oude Nabije Oosten, met name in Babylonië. Op elk zevende sabbatjaar volgde een jubeljaar, waarin land werd herverdeeld.